# Hari Mata Hari
Hari Mata Hari este o trupă din Bosnia și Herțegovina, înființată în 1985 de Hari Varešanović, Izo Kolečić, Edo Mulahalilović, Pjer Žalica și Zoran Kesić, foști componenți ai trupei BAOBAB, celebră în anii '80 în fosta Republică Socialistă Federativă Iugoslavia.
Hari Varešanović a înregistrat un album solo înaintea formării ca trupă, în 1984 care se numește Zlatne kocije.

## Membrii
- Hari Varešanović -  vocal
- Izo Kolečić - baterist
- Karlo Martinović - chitara solo
- Nihad Voloder - chitara bas.

## Discografie
- 1985 - U tvojoj kosi
- 1986 - Ne bi te odbranila ni cijela Jugoslavija
- 1988 - Ja te volim najviše na svijetu
- 1989 - Volio bi' da te ne volim
- 1990 - Strah me da te volim
- 1992 - Rođena si samo za mene
- 1994 - Ostaj mi zbogom ljubavi
- 1998 - Ja nemam snage da te ne volim
- 2001 - Sve najljepše od Hari Mata Hari
- 2001 - Baš ti lijepo stoje suze
- 2002 - Ruzmarin i najljepše neobjavljene pjesme
- 2002 - Live
- 2004 - Zakon jačega

În 2006 la concursul Eurovision, Hari Mata Hari a câștigat locul 3 cu piesa Lejla, în 2007 a mai apărut o melodie care se numește ZAR JE TO JOŠ OD NAS OSTALO. Este de așteptat un nou album, care se pare că va fi pus în vânzare în iarna 2007, până la această oră ultimul album este cel din 2004.